# Sione Manu'uli Luani
Sione Manu'uli Luani, também conhecido como Hon. Luani, (18 de junho de 1959 - 12 de maio de 2010) foi um nobre de Tonga. Foi membro do Parlamento e governador de Vava'u.